# Budapest (canción)
Budapest es una canción del cantante y compositor inglés, George Ezra, de su álbum debut de estudio, Wanted on Voyage (2014). Fue lanzado como el segundo sencillo del álbum el 13 de diciembre de 2013 en Italia, y el 13 de junio de 2014 en el Reino Unido. La canción fue coescrita por Ezra con Joel Pott y producida por Cam Blackwood.
El sencillo fue lanzado a través de Columbia Records, y distribuido por Sony Music, y alcanzó el puesto número tres en los UK Singles Chart. «Budapest» también fue un éxito para Ezra en Austria y Nueva Zelanda, alcanzando los primeros lugares en las listas de ambos países, mientras que en Australia, Alemania, Irlanda, Italia, Holanda y Suiza se posicionó en los diez primeros. Fue el sencillo 13-best-seller de 2014 en el Reino Unido. La canción salió en los Estados Unidos en 2015 y alcanzó su punto más alto en el número 32.

## Antecedentes
Ezra dijo a The Daily Telegraph que «Budapest» fue su primer intento de escribir una canción de amor, y utilizó los tres primeros acordes de guitarra que aprendió. También ha insistido en que, a pesar de su título, la letra de «Budapest» no tiene nada que ver con la ciudad húngara y que nunca había estado allí antes. Dijo: «Estaba en Malmö en Suecia y el Festival de la Canción de Eurovisión se estaba celebrando en Malmö esa noche, y no tenía ni idea de ello, pero todo el mundo parecía estar muy emocionado y tener fiestas. no sabía que no podía comprar alcohol después de las 10 de la noche, así que terminé comprando una botella de tipo, ron o algo así de un tipo en un parque para poder tomar algo en esta fiesta. De todos modos, estaba destinado a tomar un tren a Budapest al día siguiente, y nunca lo conseguí porque estaba demasiado resacoso y no me apetecía, así que escribí la canción sobre estar a kilómetros de Budapest».

## Formatos y lista de canciones
- Descarga digital (Reino Unido)[5]

1. Budapest – 3:20

- CD single (Alemania)[6]

1. Budapest – 3:23
2. Angry Hill – 4:11

## Historial de lanzamiento
| Región         | Fecha                    | Formato                       | Discográfica |
| -------------- | ------------------------ | ----------------------------- | ------------ |
| Italia         | 13 de diciembre de 2013  | Contemporary hit radio        | Sony         |
| Alemania       | 18 de abril de 2014      | CD single                     | Sony         |
| Reino Unido    | 13 de junio de 2014      | Descarga digital              | Sony         |
| Estados Unidos | 25 de agosto de 2014     | Adult album alternative radio | Columbia     |
| Estados Unidos | 23 de septiembre de 2014 | Modern rock radio             | Columbia     |
| Estados Unidos | 27 de octubre de 2014    | Hot adult contemporary radio  | Columbia     |